# 金·弗雷泽
金·弗雷泽（英語：Kim Frazer，1959年4月16日—），澳大利亚女子射击运动员。她曾代表澳大利亚参加1994年、1998年、2002年和2006年英联邦运动会射击比赛，获得三枚金牌。她也曾参加2004年夏季奥林匹克运动会。